# DS 6
| Sterne im C-NCAP-Crashtest (2015) |

Der DS 6 ist ein SUV der französischen PSA-Gruppe, der unter der Marke DS Automobiles vertrieben wurde. Produziert wurde der DS 6 zwischen 2014 und 2020 in China von dem französisch-chinesischen Chang’an PSA Joint Venture. Es ist nach dem DS 5LS das zweite Fahrzeug von DS Automobiles, das exklusiv in China produziert und nur in Asien vermarktet wird.
Mit einer Länge von 4,55 m (gegenüber 4,70 m beim Konzeptfahrzeug DS Wild Rubis), einer Breite von 1,86 m und einer Höhe von 1,61 m sowie einem Radstand von 2,73 m gibt es keinerlei Verbindung mit dem Kompakt-SUV Citroën C4 Aircross, der auf dem in Japan gebauten Mitsubishi ASX basiert.

## Geschichte
Das Konzeptfahrzeug DS Wild Rubis, das im April 2013 auf der Auto Shanghai vorgestellt wurde, nahm bereits die ungefähre Linienführung des DS 6 vorweg, wobei insbesondere die verchromte Dachreling zu nennen ist, die am Abschluss des hinteren Seitenfensters endet. Am DS 6, der am 20. April 2014 auf der Beijing Auto Show seine Weltpremiere hatte, findet sich der Kühlergrill „DS Wings“ wieder, der mit dem DS 5LS in die Serie eingeführt worden war. Außerdem sind die Benzinmotoren e-THP 160 mit automatischem Start-Stopp-System und THP 200 in Verbindung mit einem 6-Stufen-Automatikgetriebe lieferbar. Der DS 6 verfügt über Vorderradantrieb, nutzt aber wie die Peugeot 2008 und 3008 die Intelligente Traktionskontrolle, d. h. eine Antriebsschlupfregelung für Untergründe mit geringer Bodenhaftung. Der DS 6 wurde im Citroën-Werk von Shenzhen (CAPSA) in China auf einem Montageband parallel zu DS 4S, DS5 und DS 5LS gebaut, da sich alle drei Fahrzeuge die Plattform BHV2 teilen. Das Modell wurde ab dem 27. September 2014 auf dem chinesischen Markt angeboten.

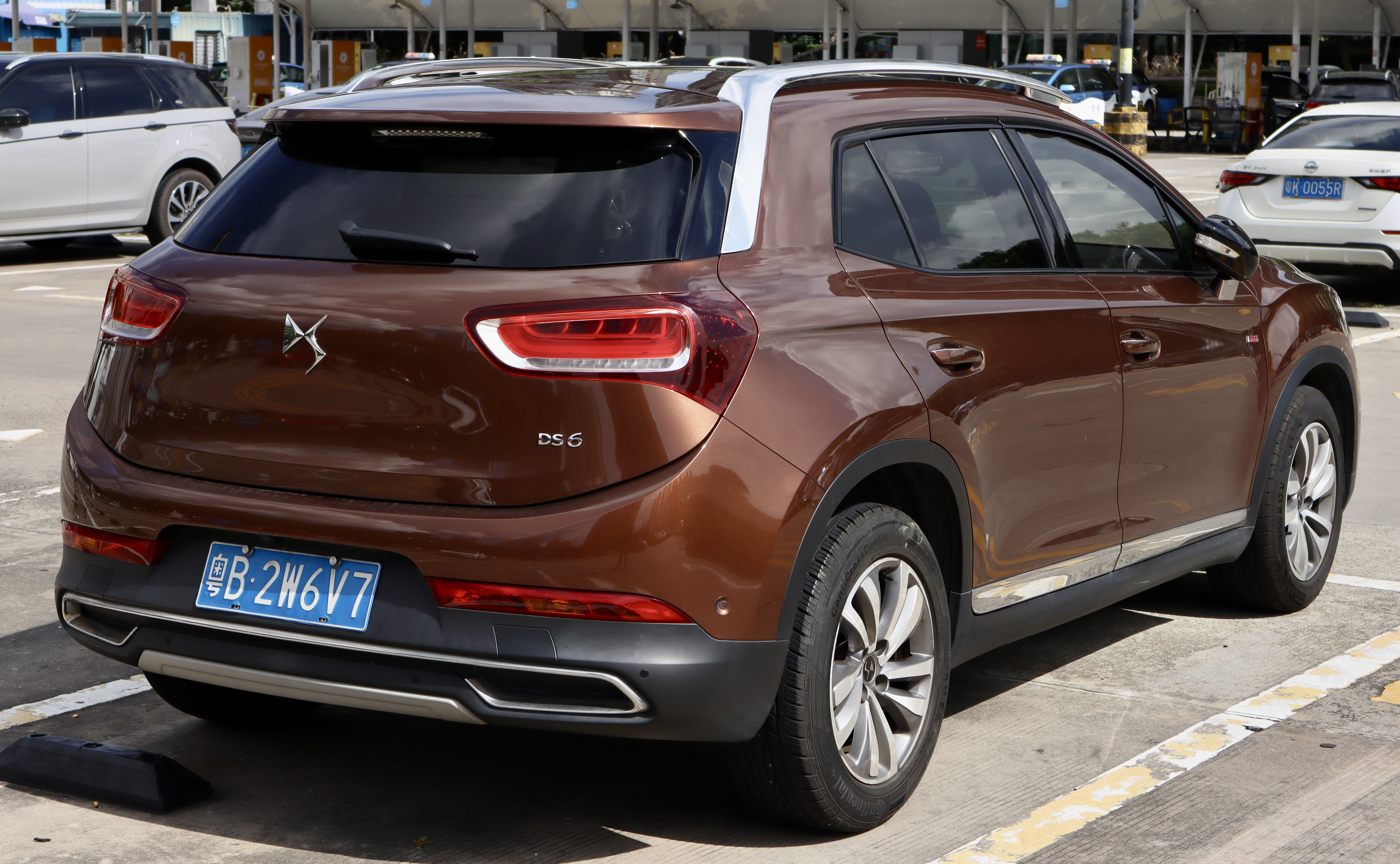
Heckansicht
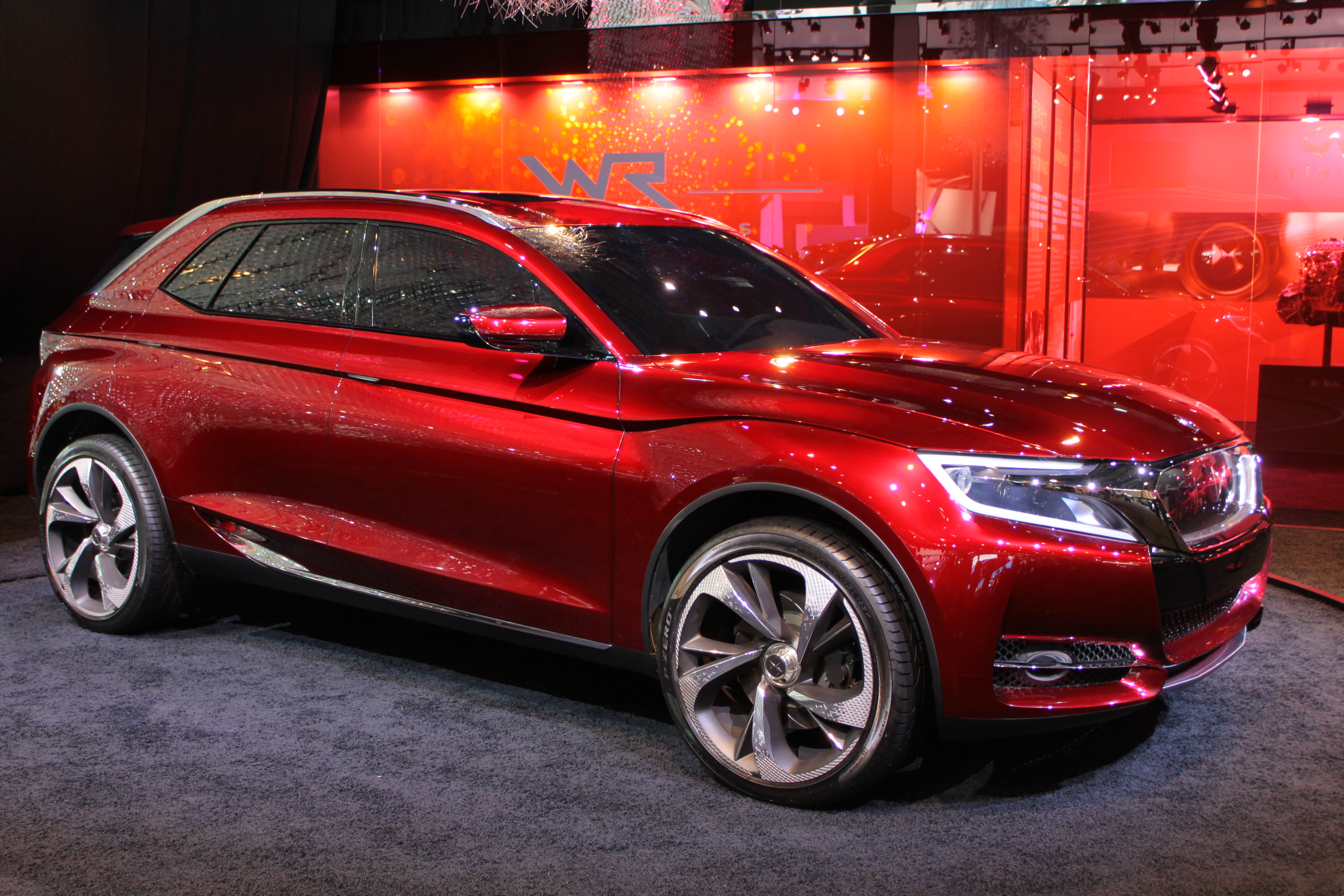
Konzeptfahrzeug DS Wild Rubis (2013)

Bei der Präsentation des Wild Rubis kündigte Citroën-Generaldirektor Frédéric Banzet zunächst an, dass der DS 6 nur in China und den angrenzenden Ländern verkauft, aber nicht nach Europa exportiert werde. Angesichts der Resonanz bei Presse und Kundschaft in Europa teilte DS-Chefdesigner Thierry Métroz jedoch später mit, dass der Export des DS 6 nach Europa möglich sei. Dazu kam es aber nicht. Erst 2018 stieg DS mit dem DS 7 Crossback in den europäischen SUV-Markt ein.

## Technische Daten
|                                             | THP 160                    | 35 THP                     | THP 200                    | THP 200                    |
| Bauzeitraum                                 | 09/2014–04/2019            | 04/2019–06/2020            | 09/2014–09/2015            | 09/2015–10/2017            |
| Motorkenndaten                              |                            |                            |                            |                            |
| Motortyp                                    | R4-Ottomotor               | R4-Ottomotor               | R4-Ottomotor               | R4-Ottomotor               |
| Hubraum                                     | 1598 cm³                   | 1598 cm³                   | 1598 cm³                   | 1751 cm³                   |
| max. Leistung bei min−1                     | 123 kW (167 PS) / 6000     | 130 kW (177 PS) / 6000     | 147 kW (200 PS) / 5800     | 150 kW (203 PS) / 5500     |
| max. Drehmoment bei min−1                   | 240 Nm / 1400–4000         | 260 Nm / 2000–3500         | 275 Nm / 1700–4500         | 280 Nm / 1400–4000         |
| Kraftübertragung                            |                            |                            |                            |                            |
| Antrieb, serienmäßig                        | Vorderradantrieb           | Vorderradantrieb           | Vorderradantrieb           | Vorderradantrieb           |
| Getriebe, serienmäßig                       | 6-Stufen-Automatikgetriebe | 6-Stufen-Automatikgetriebe | 6-Stufen-Automatikgetriebe | 6-Stufen-Automatikgetriebe |
| Messwerte                                   |                            |                            |                            |                            |
| Höchstgeschwindigkeit                       | 195 km/h                   | 200 km/h                   | 210 km/h                   | 210 km/h                   |
| Beschleunigung, 0–100 km/h                  | 9,5 s                      | 9,3 s                      | 8,4 s                      | 8,7 s                      |
| Kraftstoffverbrauch auf 100 km (kombiniert) | 6,7 l Super                | 6,6 l Super                | 7,4 l Super                | 6,6 l Super                |
| Leergewicht                                 | 1525 kg                    | 1540 kg                    | 1540 kg                    | 1540 kg                    |
| Tankinhalt                                  | 60 l                       | 60 l                       | 60 l                       | 60 l                       |